# Dawkinsia chalakkudiensis
Dawkinsia chalakkudiensis (Synonym: Sahyadria chalakkudiensis) ist ein im südwestlichen Indien vorkommender Süßwasserfisch aus der Familie der Karpfenfische (Cyprinidae). 
Während bei der Erstbeschreibung noch angenommen wurde, dass die Barbe im Chalakudy-River endemisch ist, wurde sie in jüngster Zeit auch im Periyar vorgefunden und auch die südlich von Palakkad lebenden ähnlichen Barben, die bisher als eine Population der Denisonbarbe (Dawkinsia denisonii) angesehen wurden, müssen nach molekulargenetischen Untersuchungen Dawkinsia chalakkudiensis zugerechnet werden.

## Merkmale
Dawkinsia chalakkudiensis wird 12,5 cm lang und besitzt einen schlanken, torpedoförmigen Körper mit einem spitzen Kopf und einer großen, gegabelten Schwanzflosse. Der Rücken ist olivfarben, die Körperseiten und die Bauchseite silbrig-weiß. Dawkinsia chalakkudiensis ähnelt sehr stark der nah verwandten Denison- oder Rotstreifenbarbe und unterscheidet sich damit stark von den Arten der Gattung Puntius. Wie bei der Denisonbarbe sind die Enden der beiden Schwanzflossenabschnitte weiß mit schwarzen und gelben Bändern unterhalb. Die ersten Flossenstrahlen der Rückenflosse sind rot. Von der Schnauzenspitze über den oberen Abschnitt der Iris bis unterhalb der Rückenflosse zeigt sich ein rotes Band. Das bei der Denisonbarbe kräftige schwarze Band auf den Körperseiten unterhalb des roten, das sich von der Schnauzenspitze durch die Augen bis zur Schwanzflossenwurzel erstreckt, ist bei Dawkinsia chalakkudiensis nur schwach ausgebildet.

## Lebensweise
Dawkinsia chalakkudiensis lebt in unberührten, sauerstoffreichen Oberläufen von Flüssen unter überstehenden Bäumen und über steinigen und sandigen Flussböden. Sie ist mehr dämmerungs- als tagaktiv und ein Allesfresser, der sich in der Natur von Würmern, Insekten, Krebstieren, pflanzlichem Material und organischen Resten ernährt.
Die IUCN klassifiziert die Art als stark gefährdet (Endangered), da man festgestellt hat das verschiedene Populationen durch den unkontrollierten Fang zu aquaristischen Zwecken, Umweltverschmutzung und die Einfuhr fremder Arten und um 50 bis 70 % zurückgegangen sind.